# Ophiusa tirhaca
Ophiusa tirhaca is een nachtvlinder uit de familie van de spinneruilen (Erebidae). De soort komt voor in Zuid-Europa, Afrika, Australië en het zuidelijk deel van Azië.
De voorvleugel is groengeel tot lichtbruin met een donkerder bruine zone aan de achterrand van de vleugel. De achtervleugel is strogeel met een onregelmatige bruine band min of meer evenwijdig aan de achterrand van de vleugel. De spanwijdte bedraagt ongeveer 5 centimeter.
De volgende waardplanten zijn gemeld voor Ophiusa tirhaca: dophei, mastiekboom, terpentijnboom, pruikenboom, sumak, Rhus cotinus, Cistus, Eucalyptus, Osyris, sneeuwbal en Pelargonium.